# Festival international du film de Saint-Sébastien 2017
Le festival international du film de Saint-Sébastien 2017, 65e édition du festival (65 edición del Festival de San Sebastian ou 65. Donostiako Zinemaldia) s'est déroulé du 22 au 30 septembre 2017.

## Déroulement et faits marquants
Le Prix Donostia est décerné à Monica Bellucci, Ricardo Darín et Agnès Varda pour leur carrière.
Le palmarès est dévoilé le 30 septembre 2017 : la Coquille d'or est remporté par The Disaster Artist  de James Franco, les prix d'interprétation sont remportés par Sofia Gala Castiglione pour son rôle dans Alanis de Anahí Berneri et par Bogdan Dumitrache pour son rôle dans Pororoca de Constantin Popescu.

## Jury
- John Malkovich (président du jury), acteur, réalisateur  États-Unis
- Fabio Cianchetti, directeur de la photographie  Italie
- Dolores Fonzi, actrice  Argentine
- William Oldroyd, réalisateur  Royaume-Uni
- Emma Suárez, actrice  Espagne
- Paula Vaccaro, productrice  Argentine

## Sélection

### Sélection officielle
- Submergence de Wim Wenders  États-Unis  Allemagne
- Alanis de Anahí Berneri  Argentine
- Beyond Words de Urszula Antoniak  Pologne
- The Captain - L'Usurpateur (Der Hauptmann) de Robert Schwentke  Allemagne
- El autor de Manuel Martín Cuenca  Espagne
- Handia de Aitor Arregi et Jon Garaño  Espagne
- La Douleur de Emmanuel Finkiel  France
- Le Lion est mort ce soir de Nobuhiro Suwa  France  Japon
- Le Sens de la fête de Olivier Nakache et Éric Toledano  France
- Mademoiselle Paradis (Licht) de Barbara Albert  Autriche
- Life and Nothing More de Antonio Méndez Esparza  Espagne
- Love Me Not de Alexandros Avranas  Grèce
- Ni juge, ni soumise de Jean Libon et Yves Hinant  France
- Pororoca de Constantin Popescu  Roumanie
- Soldiers.Story from Ferentari (Soldatii. Poveste din Ferentari) de Ivana Mladenovic  Serbie
- Sollers Point de Matthew Porterfield  États-Unis
- The Disaster Artist de James Franco  États-Unis
- Una especie de familia de Diego Lerman  Argentine

### Horizontes latinos
- Une femme fantastique (Una mujer fantástica) de Sebastián Lelio
- Al Desierto de Ulises Rosell
- Araby de Affonso Uchoa et João Dumans
- Cocote (en) de Nelson Carlo De Los Santos Arias
- La educación del Rey de Santiago Esteves
- La familia de Gustavo Rondón Córdova
- La Fiancée du désert (La Novia del Desierto) de Cecilia Atán et Valeria Pivato
- Les Filles d'Avril (Las hijas de Abril) de Michel Franco
- Las Olas de Adrián Biniez
- Mariana (Los Perros) de Marcela Said
- Medea de Alexandra Latishev
- Temporada de Caza de Natalia Garagiola

## Palmarès

### Sélection officielle
- Coquille d'or : The Disaster Artist de James Franco.
- Coquille d'argent du meilleur réalisateur : Anahí Berneri pour Alanis.
- Coquille d'argent de la meilleure actrice : Sofia Gala Castiglione dans Alanis de Anahí Berneri.
- Coquille d'argent du meilleur acteur : Bogdan Dumitrache dans Pororoca de Constantin Popescu.
- Prix spécial du jury : Handia de Aitor Arregi et Jon Garaño.
- Prix du jury pour la meilleure photographie : Florian Ballhaus (en) pour The Captain - L'Usurpateur (Der Hauptmann).
- Prix du jury pour le meilleur scénario : Diego Lerman et María Meira pour Una especie de familia.

### Horizontes latinos
- Prix du meilleur film : Mariana (Los Perros) de Marcela Said.

### Prix spéciaux
- Prix Donostia : Monica Bellucci, Ricardo Darín, Agnès Varda